# Diocesi di Viana do Castelo
La diocesi di Viana do Castelo (in latino Dioecesis Vianensis Castelli) è una sede della Chiesa cattolica in Portogallo suffraganea dell'arcidiocesi di Braga. Nel 2022 contava 211.000 battezzati su 231.488 abitanti. È retta dal vescovo João Evangelista Pimentel Lavrador.

## Territorio
La diocesi comprende il distretto di Viana do Castelo, nell'estremo nord-ovest del Portogallo. Confina a nord e ad est con le diocesi spagnole di Tui-Vigo e di Orense, a sud con l'arcidiocesi di Braga e ad ovest con l'oceano Atlantico.
Sede vescovile è la città di Viana do Castelo, dove si trova la cattedrale di Santa Maria Maggiore.
Il territorio si estende su 2.255 km² ed è suddiviso in 291 parrocchie, raggruppate in 10 arcipresbiterati, corrispondenti ai 10 comuni che costituiscono il distretto civile: Arcos de Valdevez, Caminha, Melgaço, Monção, Paredes de Coura, Ponte da Barca, Ponte de Lima, Valença, Viana do Castelo e Vila Nova de Cerveira.

## Storia
In antichità, il territorio dell'odierna diocesi di Viana do Castelo apparteneva alla vasta arcidiocesi di Braga; alla fine del VI secolo, fu creata la diocesi di Tui, cui fu annesso il distretto attuale di Viana do Castelo. Con l'indipendenza del Portogallo, la diocesi di Tui si trovò divisa fra due Stati. Alla fine del XIV secolo, la parte portoghese della diocesi, chiamata "comarca ecclesiastica di Valença", acquisì una certa autonomia ecclesiastica con la nomina di amministratori, che spesso avevano carattere episcopale ed il titolo di "vescovi di Tui nella parte portoghese". Nel 1421 questo territorio fu annesso alla nascente diocesi di Ceuta e vi rimase unita fino al 1512, quando passò all'arcidiocesi di Braga, mantenendo una sua fisionomia giuridica ed ecclesiastica con la nomina di un vicario speciale.
A più riprese furono attuate delle iniziative per la creazione di una diocesi a Viana, nel territorio conosciuto con il nome di Alto Minho. Il primo tentativo avvenne già nel 1545; un altro fu messo in atto da alcuni sacerdoti e laici nel 1926, che inviarono una supplica alla Santa Sede; ancora nel 1941, nel 1943 e nel 1963 i tentativi di erigere una diocesi furono vanificati, come i precedenti.
La diocesi è stata definitivamente eretta il 3 novembre 1977 con la bolla Ad aptiorem populi di papa Paolo VI, ricavandone il territorio dall'arcidiocesi di Braga.
Il 20 gennaio 1982, con la lettera apostolica Quantum christianae, papa Giovanni Paolo II ha confermato la Beata Maria Vergine, venerata con il titolo di Nossa Senhora da Assunçao (Santa Maria Major), patrona principale della diocesi, e San Teutonio patrono secondario.
Nel 1983 è stato istituito il seminario minore nell'antico collegio di Monção, mentre il seminario maggiore è stato solennemente inaugurato a Viana do Castelo il 25 marzo 1997. Nel 1991 è stato eretto l'Istituto Cattolico, dove operano la scuola superiore di teologia e scienze umane, il dipartimento dell'archivio diocesano, il museo diocesano e il gabinetto diocesano di arte e cultura.

## Cronotassi dei vescovi
Si omettono i periodi di sede vacante non superiori ai 2 anni o non storicamente accertati.
- Júlio Tavares Rebimbas † (3 novembre 1977 - 12 febbraio 1982 nominato arcivescovo, titolo personale, di Porto)
- Armindo Lopes Coelho † (15 ottobre 1982 - 13 giugno 1997 nominato vescovo di Porto)
- José Augusto Martins Fernandes Pedreira † (29 ottobre 1997 - 11 giugno 2010 ritirato)
- Anacleto Cordeiro Gonçalves de Oliveira † (11 giugno 2010 - 18 settembre 2020 deceduto)
- João Evangelista Pimentel Lavrador, dal 21 settembre 2021

## Statistiche
La diocesi nel 2022 su una popolazione di 231.488 persone contava 211.000 battezzati, corrispondenti al 91,1% del totale.
| anno | popolazione | popolazione | popolazione | presbiteri | presbiteri | presbiteri | presbiteri                | diaconi | religiosi | religiosi | parrocchie |
| anno | battezzati  | totale      | %           | numero     | secolari   | regolari   | battezzati per presbitero | diaconi | uomini    | donne     | parrocchie |
| ---- | ----------- | ----------- | ----------- | ---------- | ---------- | ---------- | ------------------------- | ------- | --------- | --------- | ---------- |
| 1980 | 242.310     | 268.793     | 90,1        | 231        | 207        | 24         | 1.048                     |         | 29        | 182       | 292        |
| 1990 | 251.000     | 266.000     | 94,4        | 216        | 194        | 22         | 1.162                     |         | 25        | 140       | 291        |
| 1999 | 250.530     | 258.965     | 96,7        | 198        | 172        | 26         | 1.265                     |         | 30        | 124       | 291        |
| 2000 | 251.220     | 259.300     | 96,9        | 199        | 175        | 24         | 1.262                     |         | 29        | 117       | 291        |
| 2001 | 251.220     | 259.300     | 96,9        | 200        | 176        | 24         | 1.256                     |         | 29        | 117       | 291        |
| 2002 | 245.870     | 250.273     | 98,2        | 196        | 173        | 23         | 1.254                     |         | 26        | 110       | 291        |
| 2003 | 245.650     | 250.275     | 98,2        | 196        | 172        | 24         | 1.253                     |         | 27        | 92        | 291        |
| 2004 | 245.650     | 250.275     | 98,2        | 194        | 171        | 23         | 1.266                     |         | 24        | 102       | 291        |
| 2010 | 245.217     | 253.310     | 96,8        | 175        | 154        | 21         | 1.401                     |         | 26        | 104       | 291        |
| 2011 | 248.900     | 258.000     | 96,5        | 183        | 159        | 24         | 1.360                     |         | 27        | 100       | 291        |
| 2017 | 239.600     | 245.600     | 97,6        | 179        | 156        | 23         | 1.338                     |         | 25        | 102       | 291        |
| 2020 | 220.100     | 240.133     | 91,7        | 153        | 137        | 16         | 1.438                     |         | 20        | 95        | 291        |
| 2022 | 211.000     | 231.488     | 91,1        | 143        | 134        | 9          | 1.475                     |         | 9         | 88        | 291        |